# 上虞县
上虞县，中国旧县名，多次废置，在今浙江省绍兴市境内，是今上虞区的前身。

## 历史沿革
郭沫若考证，殷商甲骨文中已有“上虞”一名。楚破越后，为楚地。秦王嬴政二十五年（前222年），置上虞县，县治在百官镇，属會稽郡。新朝始建国元年（9年），废上虞县入会稽县。东汉建武初年，恢复上虞县，属会稽郡。永建四年（129年），分上虞县南乡入始宁县，同属会稽郡。
隋朝开皇九年（589年），废上虞县、始宁县入会稽县，先后属吴州、越州、会稽郡。唐朝初年，今上虞区仍为会稽县的一部分，属越州。贞元元年（785年），分会稽县，复置上虞县。長慶元年（821年），并入余姚县。次年（822年）复置，属越州。县治迁丰惠镇。
五代时，上虞县属吴越国东府。北宋时，属越州。南宋绍兴元年（1131年），改越州为绍兴府，仍属之。元朝时，为紹興路属县。明初，紹興路复为绍兴府，隶之。清朝时，有曹娥驿。康熙元年（1662年），裁撤驛丞。另有梁湖鎮巡司。上虞县考评：繁，疲。
民国初年，全国废府，上虞县属会稽道。会稽道废后，直属于浙江省。1932年，属浙江省第七行政督察区。1935年，属第三行政督察区。1948年，属第二行政督察区。

## 1949年以后
1949年4月下旬，中国人民解放军发起渡江战役。5月，逐步攻占浙江全省。5月20日，解放军第22军由西向东渡过曹娥江，发起对上虞县的进攻。21日，解放军已攻占曹娥江东岸、上虞县的三个大镇——百官、崧厦、章镇。当日晚间，上虞县党政官员得知解放军渡江后，与浙江省保安司令部三百余官兵，弃守县城（丰惠镇）。22日凌晨5时，解放军第22军65师先遣队抵达县城，占领县政府。解放军追击至余姚县、上虞两县交界地带的姜山村时，与上虞县县长吴驰湘（或写为吴驰缃）交火。吴驰湘等人被擒。至此，上虞县易手。中共方面，由中共四明工委派雷行等率领虞东区署、区武工队一行40余人接管上虞县城。在原上虞县政府门口广场举办群众大会，宣布成立上虞县临时办事处，雷行任主任、王超任副主任。5月23日，四明工委抽调城市学习班学员陈光裕等16人进驻丰惠，参与接管。不久之后，中共浙江省委分配的57名南下干部抵达上虞县。此队南下干部由时任河北省南皮县县长的何志民带队，他们来自山东解放区的宁津县。6月7日，正式成立中共上虞县委、上虞县人民政府。县委由陈子方、何志民、李长明、黄连、雷行等5人组成。陈子方任县委书记（因病未到职），何志民任县委副书记兼县长。7月1日，召开全县干部会议。7月份，全县6个县辖区和33个乡及426个村级的政权组织全部建立。8月左右，中共方面已完成对旧政权相关组织、机构的接管。
1949年置绍兴专区，上虞县隶之。1952年2月起，属宁波专区。1954年9月，上虞县人民政府从丰惠迁至百官镇。同年秋，绍兴县东关区及汤浦区的五个乡（四峰、渔浦、汤霞、四村、胜江）和富盛区的四个乡（长东、保山、长塘、会胡）划入上虞县。1956年11月，上虞县丰惠区永兴乡和下管区王家庄、大岭顶村划归餘姚縣，绍兴县川下村划归汤浦乡。1960年8月及1966年1月，下管大公社的大山、隐地、黑龙潭、悬岩、溪山5村以及陈溪公社戴王、糜家2村划归上虞县。
1964年9月起，上虞县属绍兴专区。1968年6月起，属绍兴地区。1983年8月起，属绍兴市。1992年10月18日，撤县设市，即上虞市。2013年，改设上虞区。

## 历任行政长官

### 明朝知县
- 周銓，崇祯十年（1637年）上任。

### 清朝知县
- 張元鎮，顺治年间知县。
- 莊綸渭，乾隆二十六年（1761年）署理。

### 中华民国大陆时期
- 吴驰湘（吴驰缃），1949年5月22日被解放军俘虏[3][4]。

### 中华人民共和国时期
- 雷行，1949年5月22日起，任上虞县临时办事处主任[4]。
- 何志民，1949年6月7日起，任上虞县人民政府县长，兼任中共上虞县委副书记[4]。